# 莫連納亞山
66°34′S 93°0′E / 66.567°S 93.000°E
莫連納亞山是南極洲的山峰，位於瑪麗皇后地，處於馬布斯角西南面2公里，海拔高度40米，由澳大利亞探險家率領的探險隊發現，蘇聯探險隊把該山峰繪入地圖。